# Gråryggig lira
Gråryggig lira (Ardenna bulleri) är en fågel i familjen liror inom ordningen stormfåglar. Den häckar utanför Nya Zeeland, men rör sig under resten av året över stora delar av Stilla havet.

## Utseende
Gråryggig lira är en relativt stor (46 cm) grå, svart och vit lira med breda vingar och kilformad stjärt. Huvud och nacke är brunsvarta medan vingarna är grå med ett mörkt "M". Även övergumpen är grå, medan stjärtspetsen är svart. Underisdan och undersidan av vingarna är vita, Näbben är smal och gråfärgad med svart spets.

## Utbredning
Fågeln häckar enbart i ögruppen Poor Knights Islands utanför Nya Zeeland. Utanför häckningssäsongen lever den pelagiskt och rör sig över stora delar av Stilla havet. Den ses då i ett område från Japan till Nordamerika och österut till Kalifornien, tillfälligtvis utanför Sydamerikas kust. Det huvudsakliga ruggningsområdet verkar vara nordväst om Hawaiiöarna.

## Systematik
Tidigare fördes den till släktet Puffinus, men DNA-studier visar att det släktet är parafyletiskt i förhållande till Calonectris. Den behandlas som monotypisk, det vill säga att den inte delas in i några underarter.

## Levnadssätt
Fågeln häckar i hålor eller i klippskrevor och på klipphyllor, oftast under tät vegetation. Den lever av krill, småfisk, bandsalper och bläckfisk.

## Status
1990 uppskattades världspopulationen till 2,5 miljoner individer. Denna siffra anses numera för hög. Trots det stora antalet kategoriserar IUCN ändå arten som sårbar med tanke på dess mycket begränsade häckningsutbredning, men noterar att detta kan ändras om liran expanderar sitt utbredningsområde.

## Namn
Fågelns vetenskapliga artnamn hedrar Walter Lawry Buller (1838-1906), nyzeeländsk advokat, ornitolog och samlare. På svenska har arten i litteratur även kallats gråmantlad lira.

## Bildgalleri

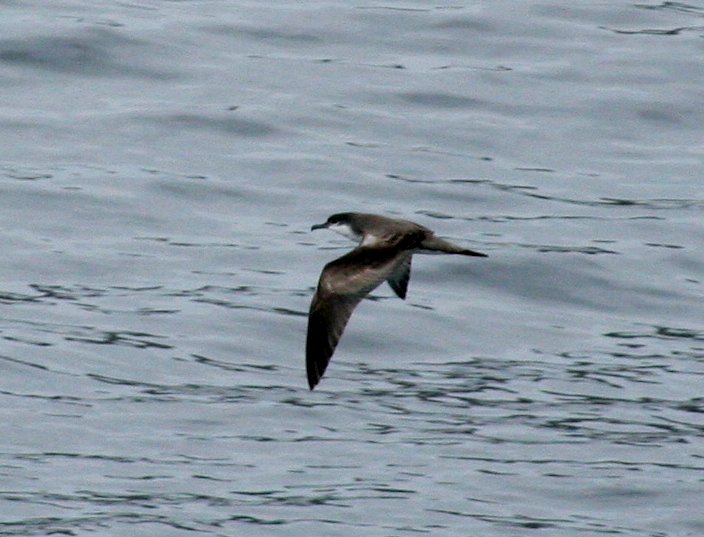
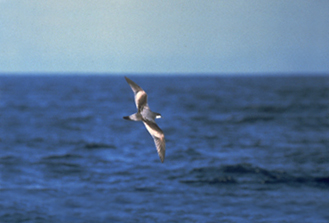